# Sixes (Oregon)
Sixes az Amerikai Egyesült Államok északnyugati részén, Oregon állam Curry megyéjében elhelyezkedő önkormányzat nélküli település.
A posta 1888-ban nyílt meg.

## Nevének eredete
A Sixes név eredetéről több elmélet is létezik. A helyi posta vezetője szerint a névadó egy indián törzsfőnök, míg egy másik forrás 1851-ben azt állította, hogy a közeli folyó a Sikhs (a csinúk „barát” szóból; mások szerint a név Sa-qua-mi volt) elnevezést viselte, a térképeken azonban Sequalchin néven szerepelt. Frederick Webb Hodge gyűjtése szerint az egyik névvariáns a kwatami indiánok neve, a Sik-ses-tene (jelentése „nép a messzi északról”) volt. Valószínűleg ez utóbbi a név valódi eredete; az 1855 óta használatos Sixes elnevezés a Sikhs változatot ismerő aranyásóktól eredhet.

## Fordítás
- Ez a szócikk részben vagy egészben  a   Sixes, Oregon című angol Wikipédia-szócikk ezen változatának fordításán alapul.  Az eredeti cikk szerkesztőit annak laptörténete sorolja fel. Ez a jelzés csupán a megfogalmazás eredetét és a szerzői jogokat jelzi, nem szolgál a cikkben szereplő információk forrásmegjelöléseként.